# 529

## Esdeveniments
- Justinià I el Gran fa tancar l'Acadèmia d'Atenes.[1]
- Fundació de l'abadia de Montecassino[1] per Benet de Núrsia i, amb ella, de l'Orde de Sant Benet.